# Persia's Got Talent
Persia's Got Talent er en spin-off af det britiske talentshow Got Talent, der er rettet mod persisk-talende publikum over hele verden, hovedsageligt i Iran (også kendt som "Persia"). Det produceres uden for Iran og sendes på MBC Persia, der er en del af Mellemøsten Broadcasting Center, siden 31. januar 2020.